# Égide Walschaerts
Pour les articles homonymes, voir Égide (homonymie).
Égide Walschaerts (né le 21 janvier 1820 à Malines et mort le 18 février 1901 à Saint-Gilles) est un ingénieur belge qui a conçu la distribution par coulisse pour locomotive à vapeur qui porte son nom (la distribution Walschaerts).
Inventée en 1844, par ses qualités elle s'est rapidement généralisée sur la plupart des locomotives dès 1870.